# Amy Hewes
Amy Hewes (Baltimore, Maryland, 8 de septiembre de 1877-Ossining, Nueva York, 25 de marzo de 1970), fue una economista estadounidense pionera en introducir el salario mínimo en Estados Unidos; impartió docencia en Mount Holyoke College de 1905 a 1943.

## Educación y primeros años
Amy Hewes, hija de Edwin Hewes y Martha G. Hewes, nació en Baltimore, Maryland. Su nacimiento fue registrado en la Reunión Mensual de Amigos de Baltimore. Se graduó en Goucher College en 1897, obtuvo un título de máster en la Universidad de Berlín en 1900. Terminó sus estudios de doctorado en sociología en la Universidad de Chicago en 1903; el título de su disertación fue "La Parte de Invención en el Proceso Social".

## Carrera
Hewes dio clases en Mount Holyoke College de 1905 a 1943, alcanzando el rango de catedrática en 1909. Entre su alumnado en Mount Holyoke estuvo Ella Grasso, que fue gobernadora de Connecticut, la cual consideró a Hewes como su mentora. También dio clases en la Escuela de Verano Bryn Mawr para Mujeres Trabajadoras. De 1943 a 1947 fue profesora visitante en la Universidad Sarah Lawrence, la Universidad de Massachusetts, y la Universidad Rockford. También dio conferencias sobre cuestiones laborales para diferentes grupos comunitarios.
Hewes ejerció como secretaria ejecutiva de la Comisión de Salario Mínimo de Massachusetts de 1913 a 1915. También trabajó en comités nacionales e internacionales relacionados con el salario mínimo y con la escasez de trabajo en tiempos de guerra. En 1948 testificó en el Senado a favor de la extensión de programas educativos laborales. Recibió el reconocimiento del Departamento de Trabajo de Estados Unidos en 1962 "por mejorar el destino de los trabajadores a lo largo de los Estados Unidos".
Su lista de publicaciones incluye Industrial Home Work (1915), Women as Munition Makers: A Study of Conditions in Bridgeport, Connecticut (1917), y The Contribution of Economics to Social Work (1930). También dirigió una publicación estudiantil, Women Workers and Family Support (1925). Su beca apareció publicada en revistas académicas como American Economic Review, Journal of Political Economy,Monthly Labor Review, Social Service Review, American Journal of Sociology, and Current History.

## Vida personal
Hewes vivió en South Hadley, Massachusetts, con Alzada Comstock, que también era economista y docente en Mount Holyoke College. Falleció en 1970 a los 92 años, en una residencia de ancianos en Ossining, Nueva York.